# 家蚰蜒
家蚰蜒是歐洲常見的一種蚰蜒，體色呈黃灰色，體有3條黑色縱紋，有15對步足。牠原產於環地中海地帶，現已擴散到世界其它地区，通常棲息於人類的房屋中。牠是食蟲動物，獵食諸如昆蟲綱和蛛形綱等節肢動物。

## 成長史
家蚰蜒在成蟲時身長約1～3英吋長，有硬殼，平均約有15對很長且脆弱的節肢足。前面的腳比較短，後腳比較長，這些特徵使牠能以極快的速度在牆壁、天花板和地面移動，速度每秒可前進16.5英吋。體色呈黃灰色且有三條深色的背紋縱貫全身；步足也有深色的條紋，毒牙是由牠的前步足演化出來的。不同於其他種類的蜈蚣，家蚰蜒與其相近的種類都有演化完善的複眼。
家蚰蜒以蜘蛛、臭蟲、白蟻、蟑螂、蠹魚、螞蟻等居家節肢動物為食。牠用毒牙將毒液注入牠們的體內，將之殺死。
家蚰蜒在春天時產卵。在實驗室中，24隻家蚰蜒，平均產下63個卵，一隻最多產下151個。
孵化時的幼蟲家蚰蜒有四對步足。在第一次蛻皮時獲得一對新步足，其後每次脫皮都會獲得兩對。牠們的生命週期大約為3～7年，視棲息的環境而定。
在室外，家蚰蜒較喜愛生活在濕冷的地方。大多生活在外面的大石頭下、木材堆和堆肥堆中。在家中，幾乎可以在任何地方發現家蚰蜒；尤其是在地下室、浴室和廁所，這些地方有許多水。在乾燥的地方也能發現牠們，如辦公室、寢室和餐廳。最容易發現牠們的季節是春季，因為天氣變暖使牠們較為活躍；此外還有秋天，牠們因為天氣變冷而到處尋找人類的住所避冬。
家蚰蜒原生於地中海地區，但已擴散分佈於埃及、亞洲和北美洲。在北美洲，牠最早被發現于南部的墨西哥和危地馬拉。牠在1849年到達賓夕法尼亞州，1885年到紐約，大約1890年時到馬薩諸塞州，目前已向西部擴散到加州沿岸和向北到加拿大（Lewis 1981）。在南非，牠們在開普敦附近的哥頓灣被發現。
在大洋洲東部與東南部，雪梨到塔斯馬尼亞，和新西蘭也有發現家蚰蜒的出現。

## 與人類的互動
不同於其他較大型且短足的唇足綱同類，家蚰蜒能夠終生生存於建築物中，因為牠們以居家的害蟲為食。雖然家蚰蜒被認為是一種益蟲，但是牠們的外表令人不安，速度驚人，被牠們叮咬時會疼痛，因此很少人願意與牠們同居一室。
大部分的家蚰蜒在叮咬人們時不能穿透人們的表皮。因此，被蚰蜒咬的結果不會比被蜜蜂叮到更壞，症狀一般在幾小時內消失，然而，卻會讓對牠的微弱毒液有過敏的人的健康產生傷害，這點與其他種類的蜈蚣相似。在一些個案中曾出現一些疹子和形成凸塊，過敏反應不亞於被蜜蜂叮到，產生的疼痛或癢，和被蚊子咬到一樣。蚰蜒的毒液太弱因此不會導致其他較大的寵物如貓和狗的嚴重傷害。

## 外部連結
- Extreme close-up showing eyes （页面存档备份，存于） from Adrian Lozinski's Photography website
- University of Michigan Animal Diversity Web fact sheet on centipedes （页面存档备份，存于）
- High-resolution pictures of a house centipede （页面存档备份，存于）
- Scutigera Control Information (from "SCHRIS" personal website)